# Ізворсько
І́зворсько (болг. Изворско) — село у Варненській області Болгарії. Входить до складу общини Аксаково.

## Населення
За даними перепису населення 2011 року у селі проживали 773 особи.
Національний склад населення села:
| Національність   | Кількість осіб | Відсоток |
| ---------------- | -------------- | -------- |
| цигани           | 518            | 68,0%    |
| болгари          | 216            | 28,3%    |
| інша             | 14             | 1,8%     |
| Всього відповіли | 762            |          |

Розподіл населення за віком у 2011 році:
Динаміка населення: